# Groot-Chiriquí

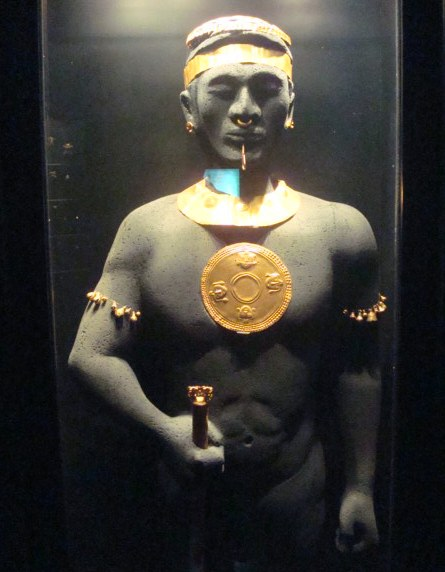
Gouden objecten uit de Diquiscultuur in zuidoostelijk Costa Rica in het Museo Nacional de San José.

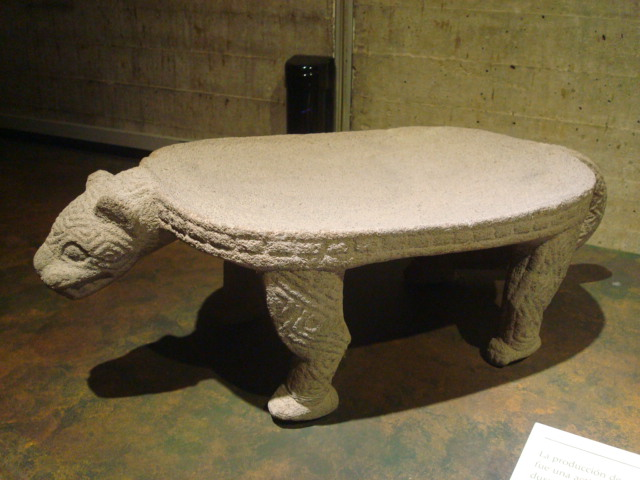
Stenen tafel in de vorm van een jaguar uit zuidoostelijk Costa Rica in het Museo del Oro Precolombino.

Groot-Chiriquí is een regio binnen de archeologie van Midden-Amerika en beslaat de westelijke helft van Panama en het zuidwesten van Costa Rica.
De vroege bevolking van Groot-Chiriquí verbouwde cassave, maïs, palmvruchten en avocado. Daarnaast bejaagden ze herten, pekari's en vogels, visten ze en verzamelden ze wild voedsel.
Rond 400 voor Christus werd de bevolking van Groot-Chiriquí sterk afhankelijk van de agricultuur van maïs. Er ontstonden dorpen met centrale pleinen. Stamhoofden, later door de Spanjaarden wel aangeduid als koningen vanwege hun erfelijke autoriteit over andere sociale klasses, stuurden gemeenschappelijke werken zoals de bouw van pleinen en gebouwen aan. Ze toonden hun autoriteit door het dragen van juwelen en het zitten op stenen zetels bij het ontvangen van bezoekers, tijdens het leiding geven of bij het oplossen van conflicten binnen de gemeenschap. Mogelijk hadden deze stamhoofden kennis van astronomie, geneeskunde en mondeling overgebrachte geschiedenis. De leiders van de grootste dorpen hadden veel macht en bewoonden grote kegelvormige huizen boven op een stenen platform, soms geflankeerd door grote stenen bollen. Dergelijke dorpen hadden pleinen en begraafplaatsen. Juwelen van goud vervingen die van jade als belangrijkste symbolen. Dorpen specialiseerden zich vaak in het maken van juwelen, keramiek of ander handwerk van hoge kwaliteit en de uitwisseling van de verschillende producten verbond de diverse dorpen in de regio. Handels- en sociale netwerken zorgden voor verbinding tussen Groot-Chiriquí en volkeren elders op het Amerikaanse continent, wat zorgde voor uitwisseling van kennis, technologie, kunst en systemen van politieke organisatie.
Groot-Chiriquí grenst in het oosten aan Groot-Coclé en in het westen aan de Centraal-Caribische regio.